# Rudi Smidts
Rudolf Smidts, dit Rudi Smidts, né le 12 août 1963 à Deurne en Belgique, est un footballeur international belge qui évoluait au poste de défenseur latéral gauche.

## Carrière
Il joue treize saisons à l'Antwerp, qui est également son club formateur, avec lequel il a remporté la Coupe de Belgique 1992 et atteint la finale de la Coupe des vainqueurs de Coupe la saison suivante. Il évolue ensuite à Charleroi, au Germinal Ekeren, qui devient entretemps le Germinal Beerschot Anvers et au FC Malines. Il participe aussi à la Coupe du monde 1994 aux États-Unis avec l'équipe nationale belge, participant aux quatre matches disputés par les Diables Rouges dans le tournoi. En 2000, il met un terme à sa carrière de joueur professionnel.

## Palmarès
- Vainqueur de la Coupe de Belgique en 1992 avec le Royal Antwerp FC
- Finaliste de la Coupe d'Europe des Vainqueurs de Coupe en 1993 avec le Royal Antwerp FC